# Kornelimünster/Walheim
Kornelimünster/Walheim is een stadsdeel in het zuiden van de Duitse gemeente Aken, deelstaat Noordrijn-Westfalen. Het is een landelijk stadsdeel, met als belangrijkste kernen Kornelimünster en Walheim. Het stadsdeel telt 16.070 inwoners (2006), verspreid over een groot gebied van circa 37 km².

## Foto's

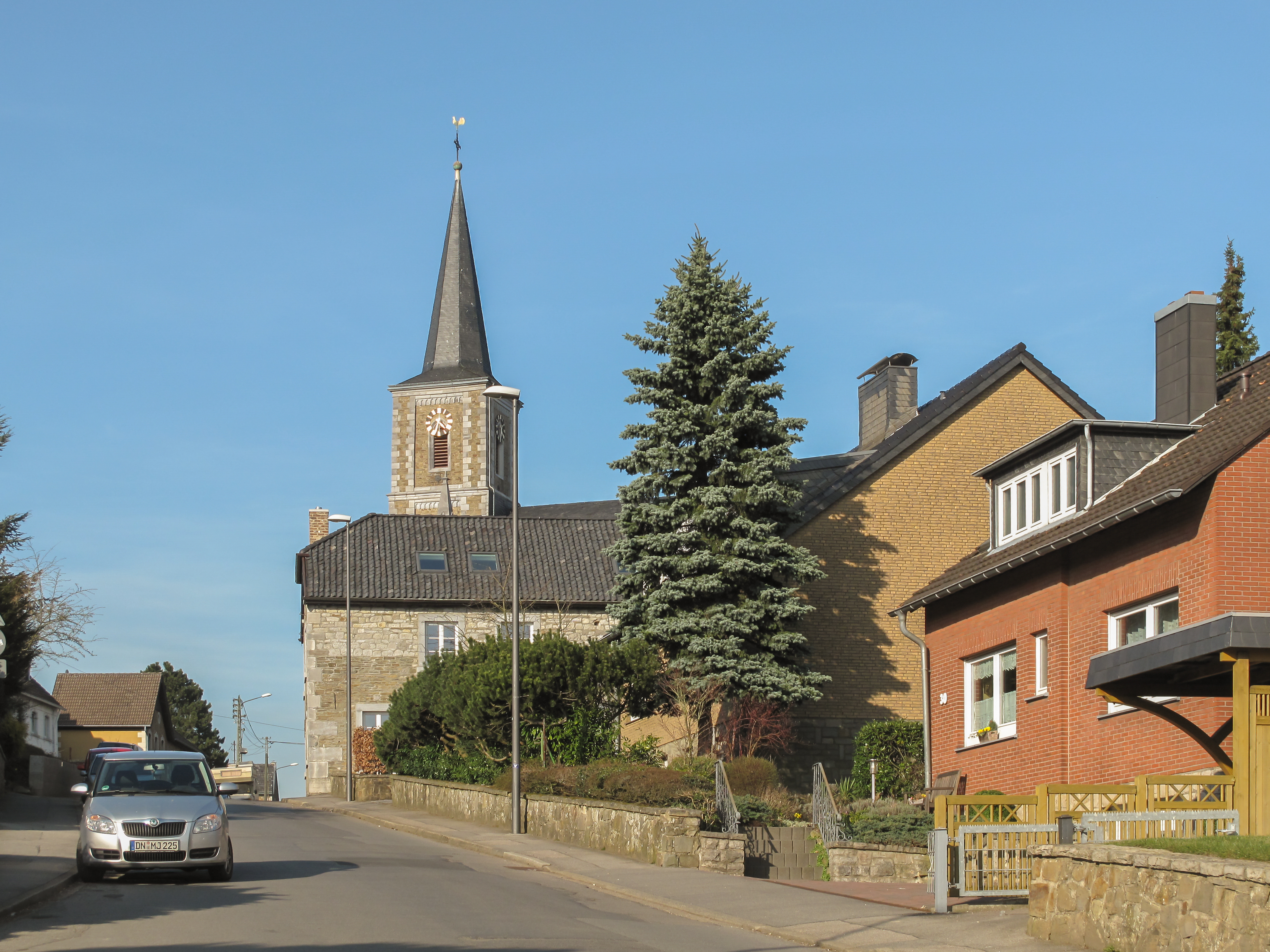
Walheim
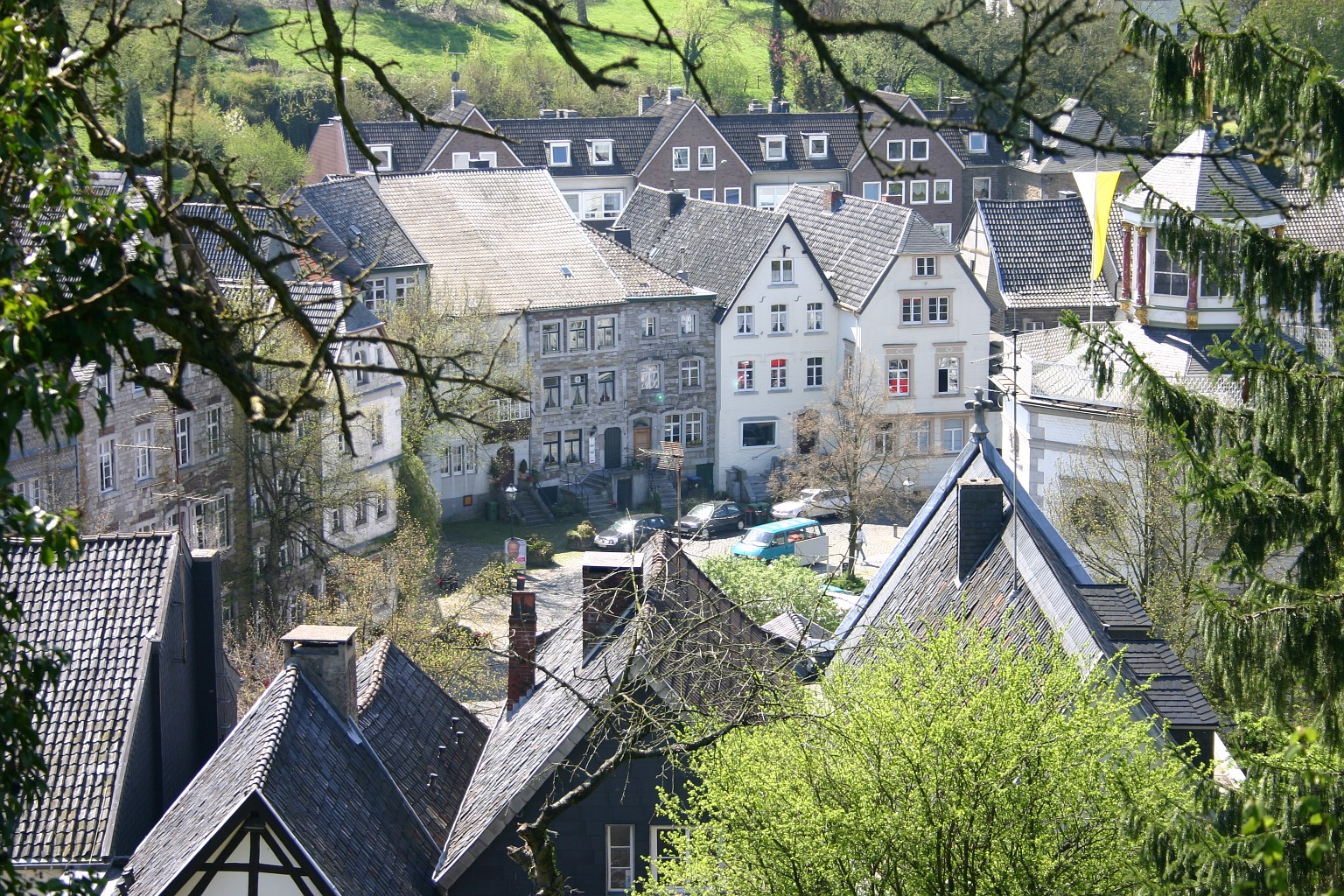
Markt
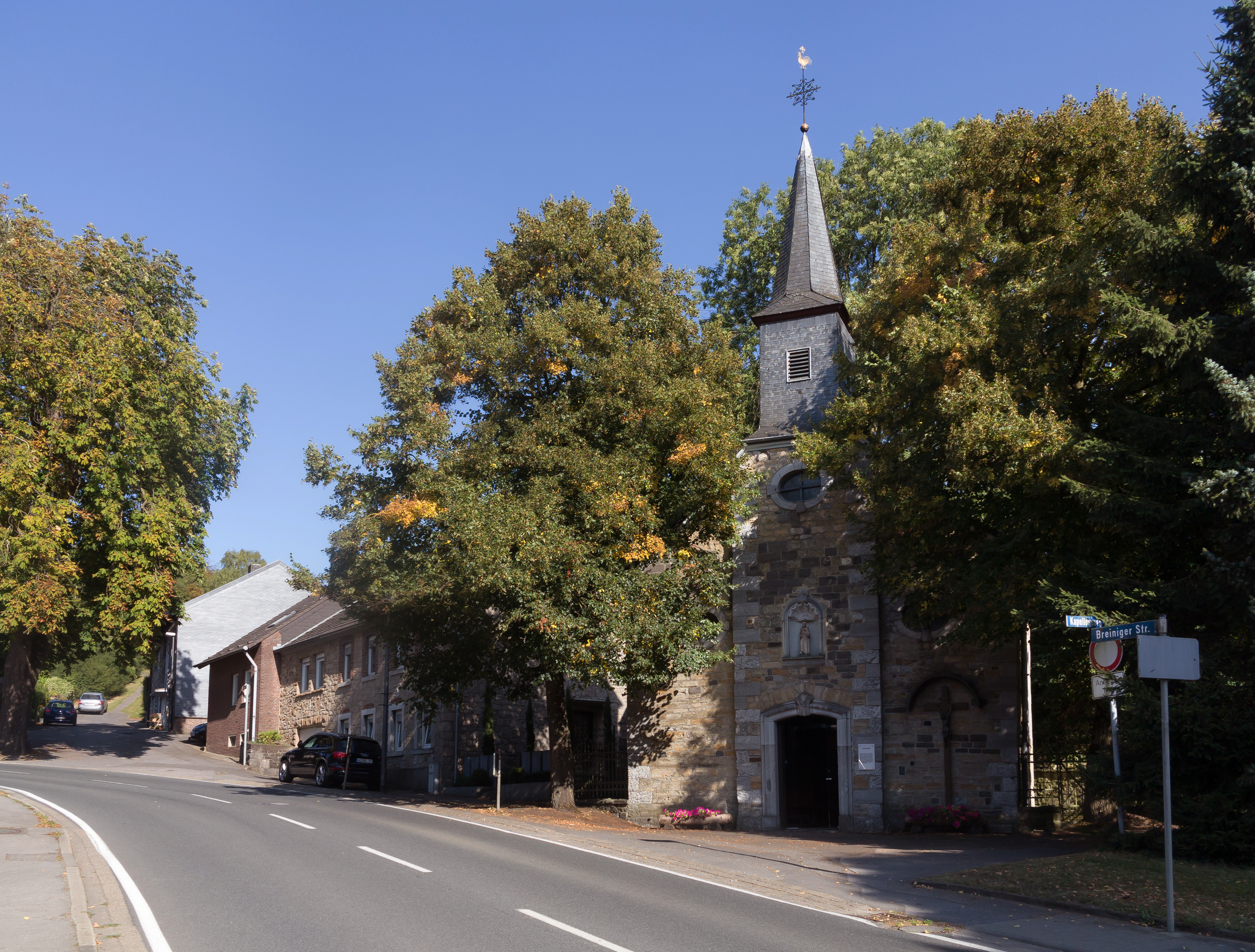
kapel in Kornelimünster,
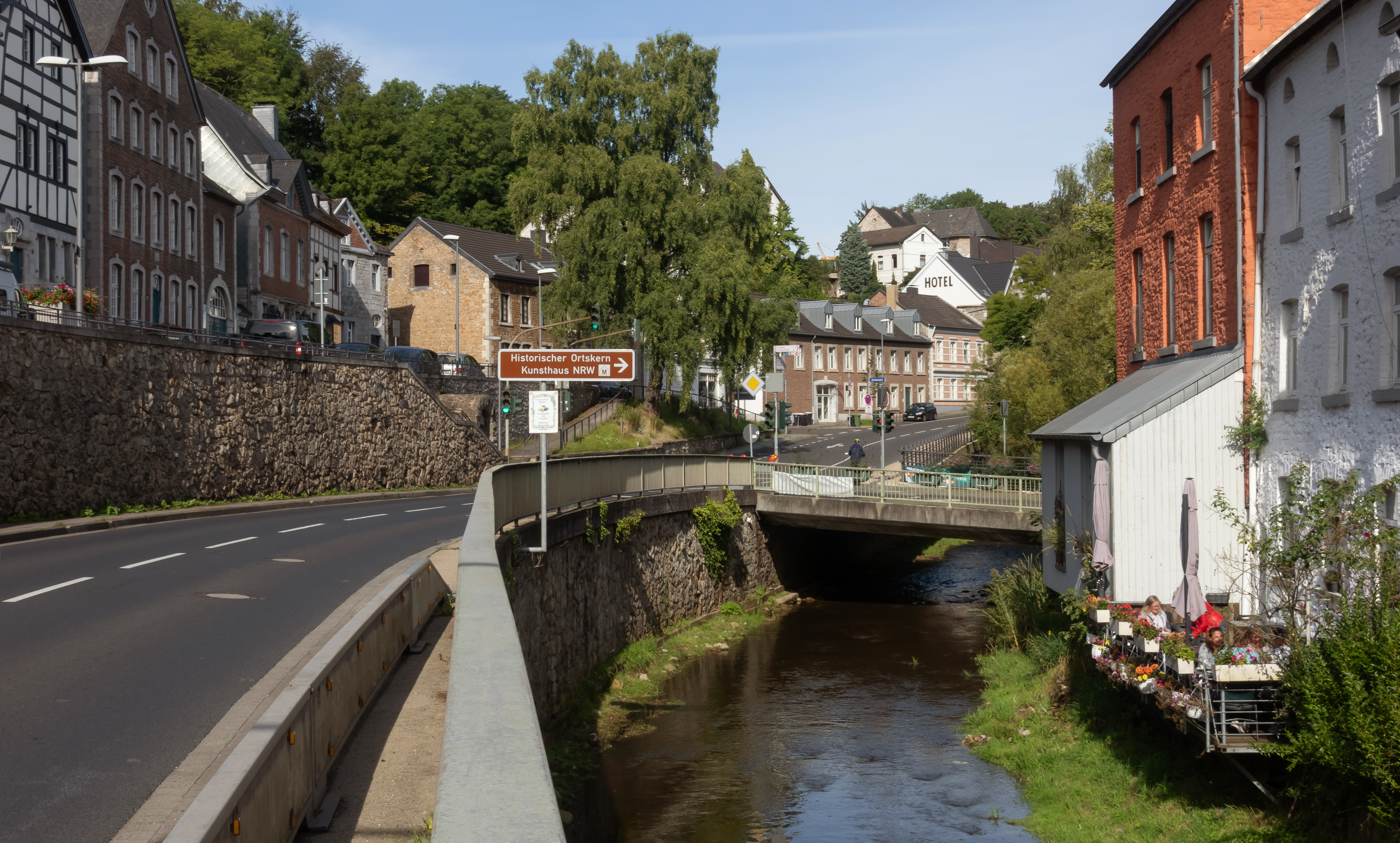
der Napoleonsberg in Kornelimünster
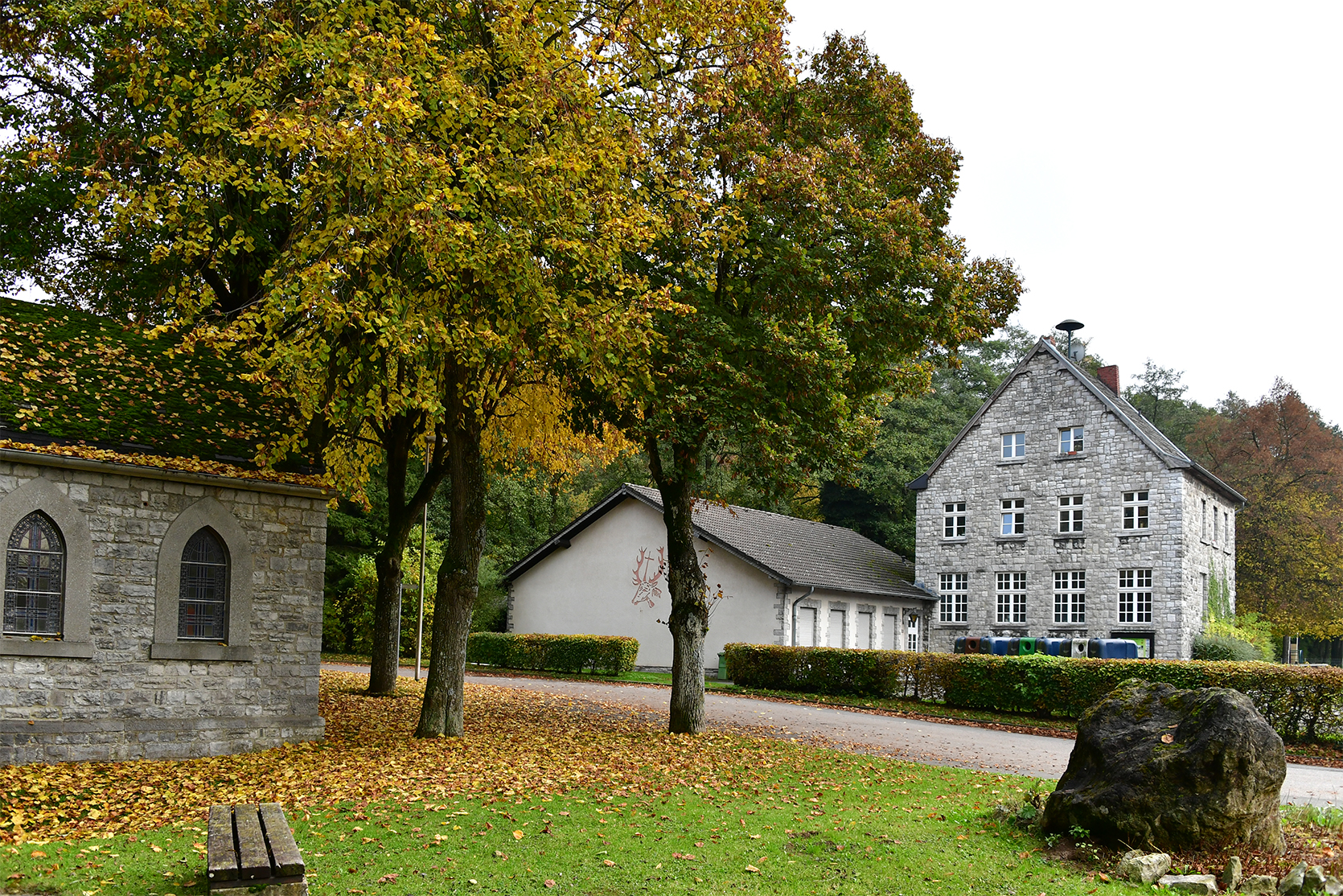
Friesenrath
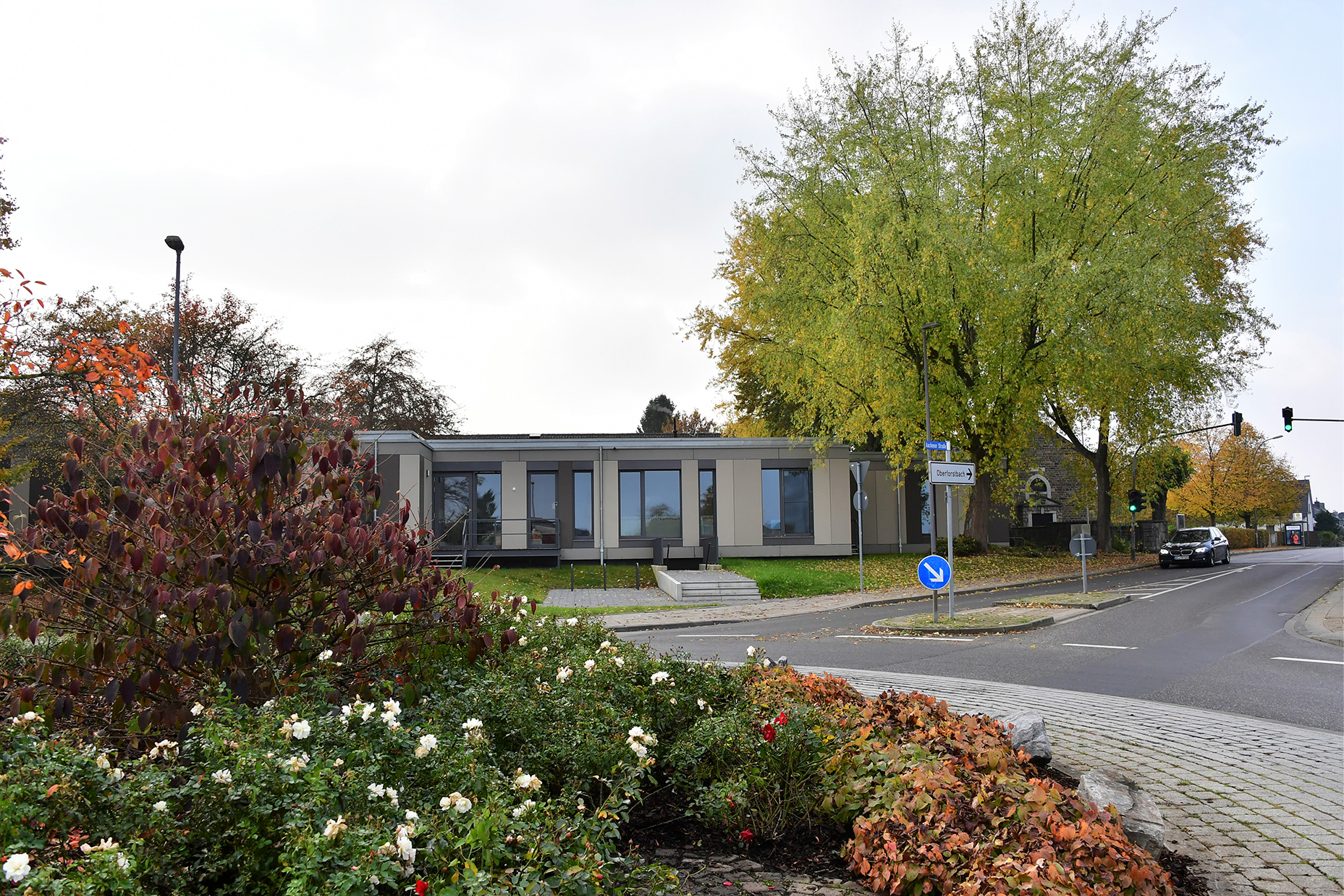
Schleckheim
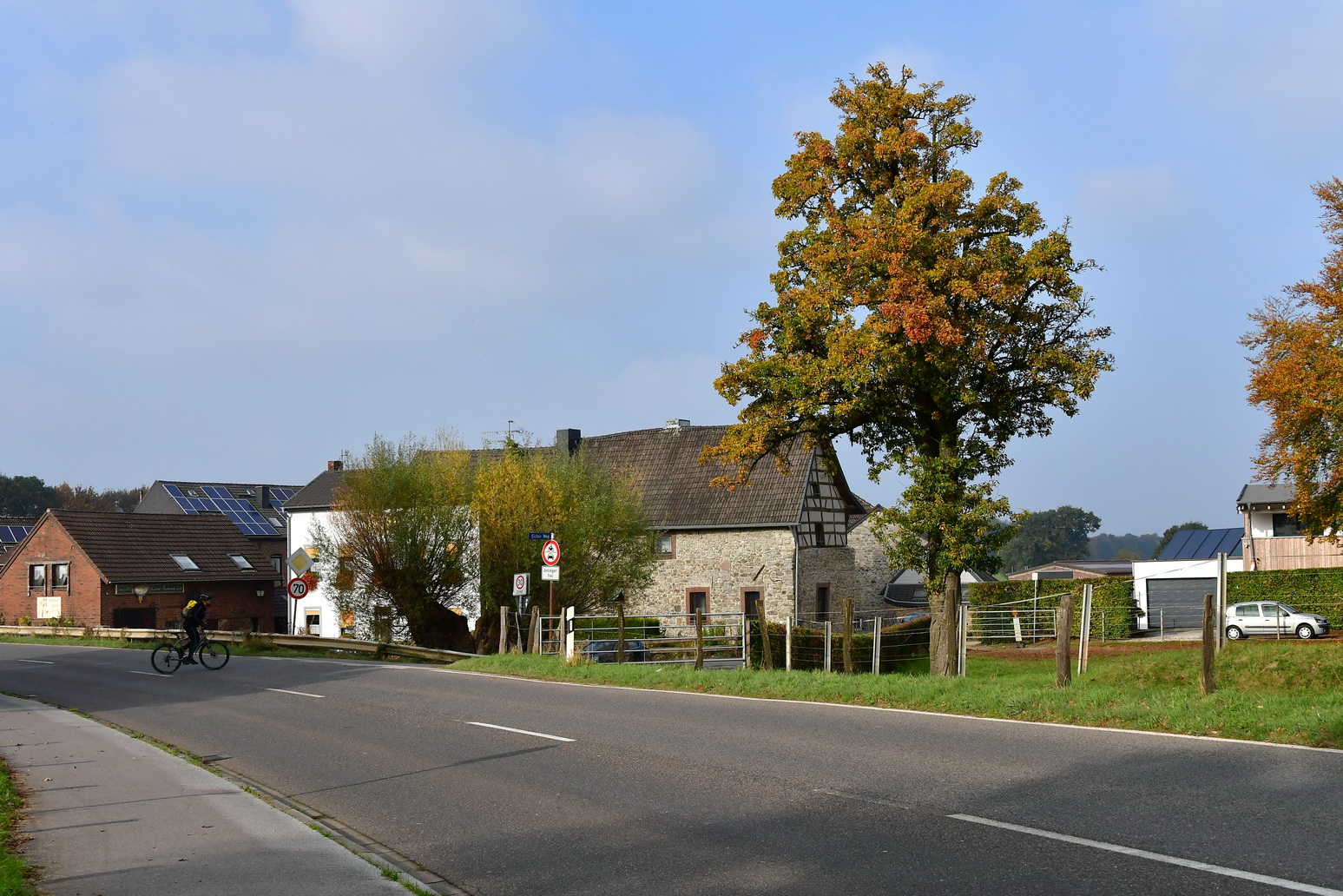
Eich
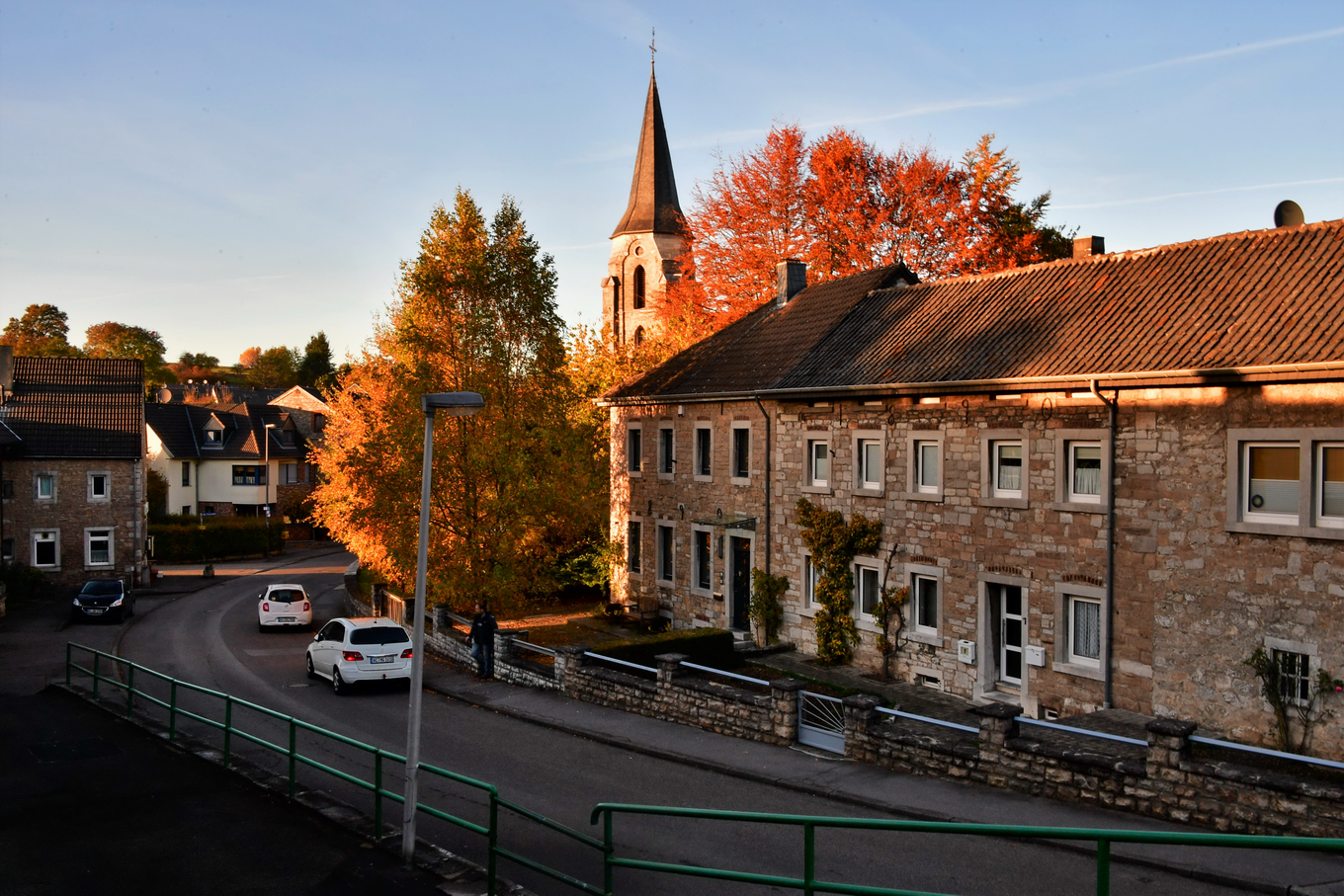
Hahn
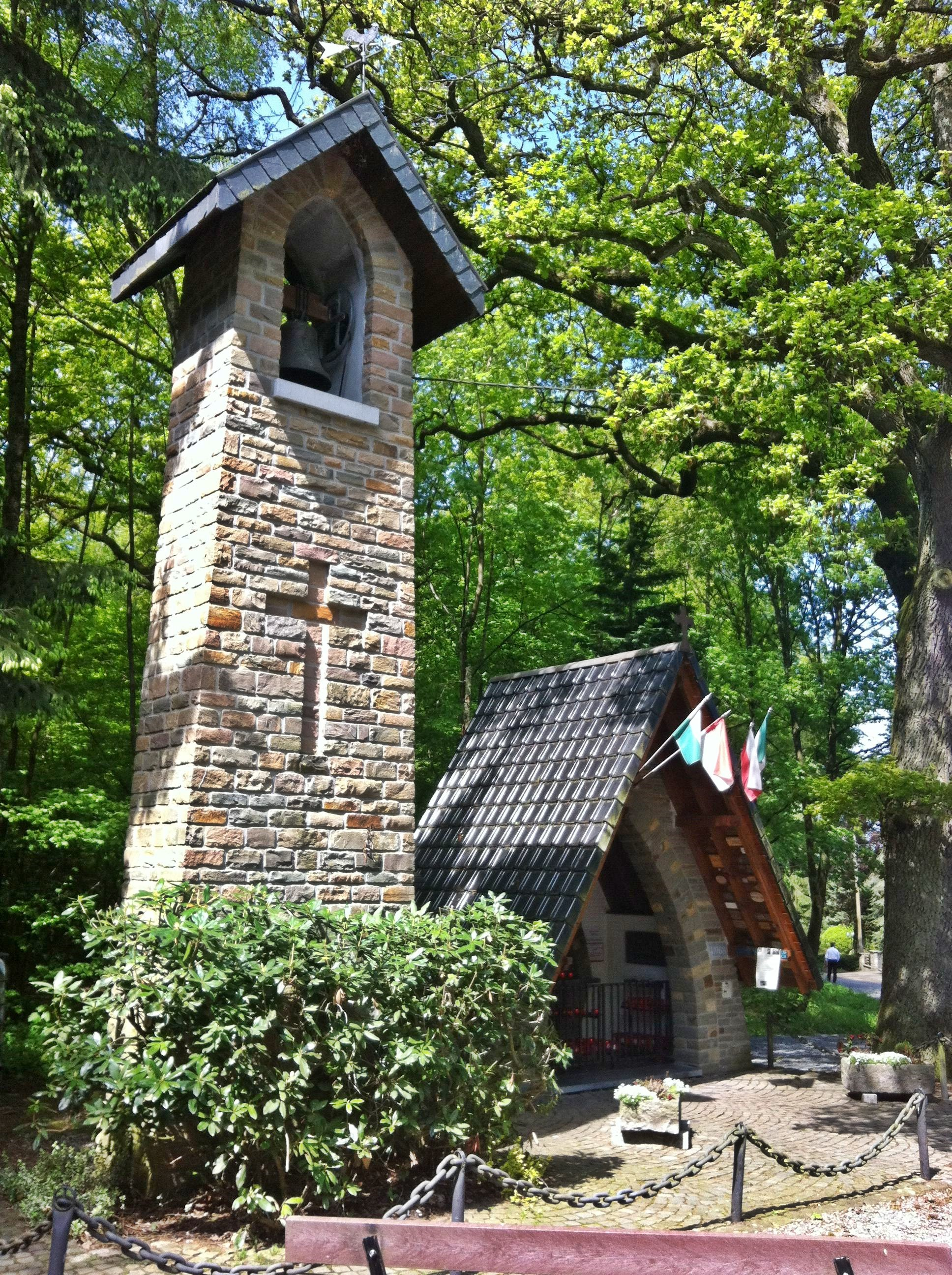
Lichtenbusch
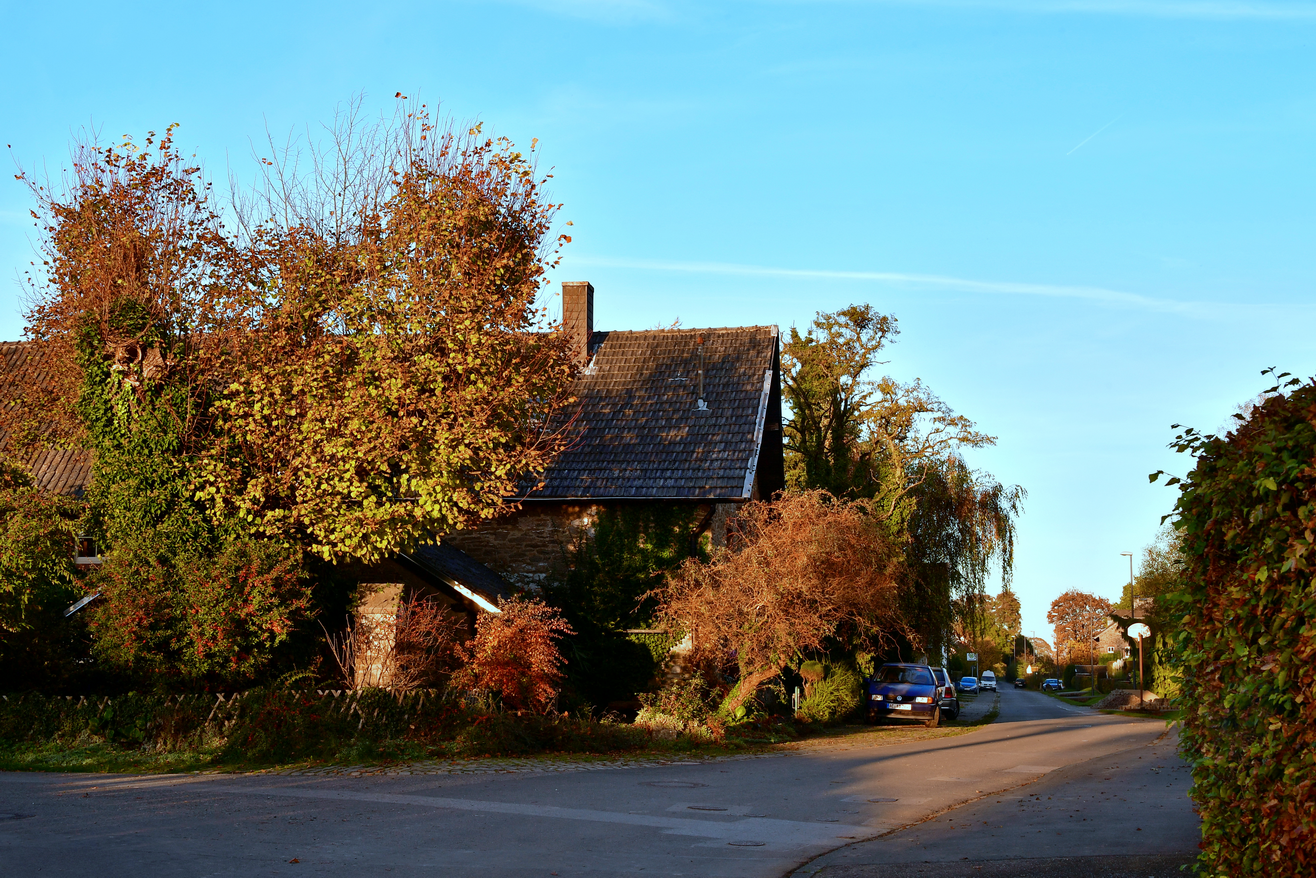
Nütheim
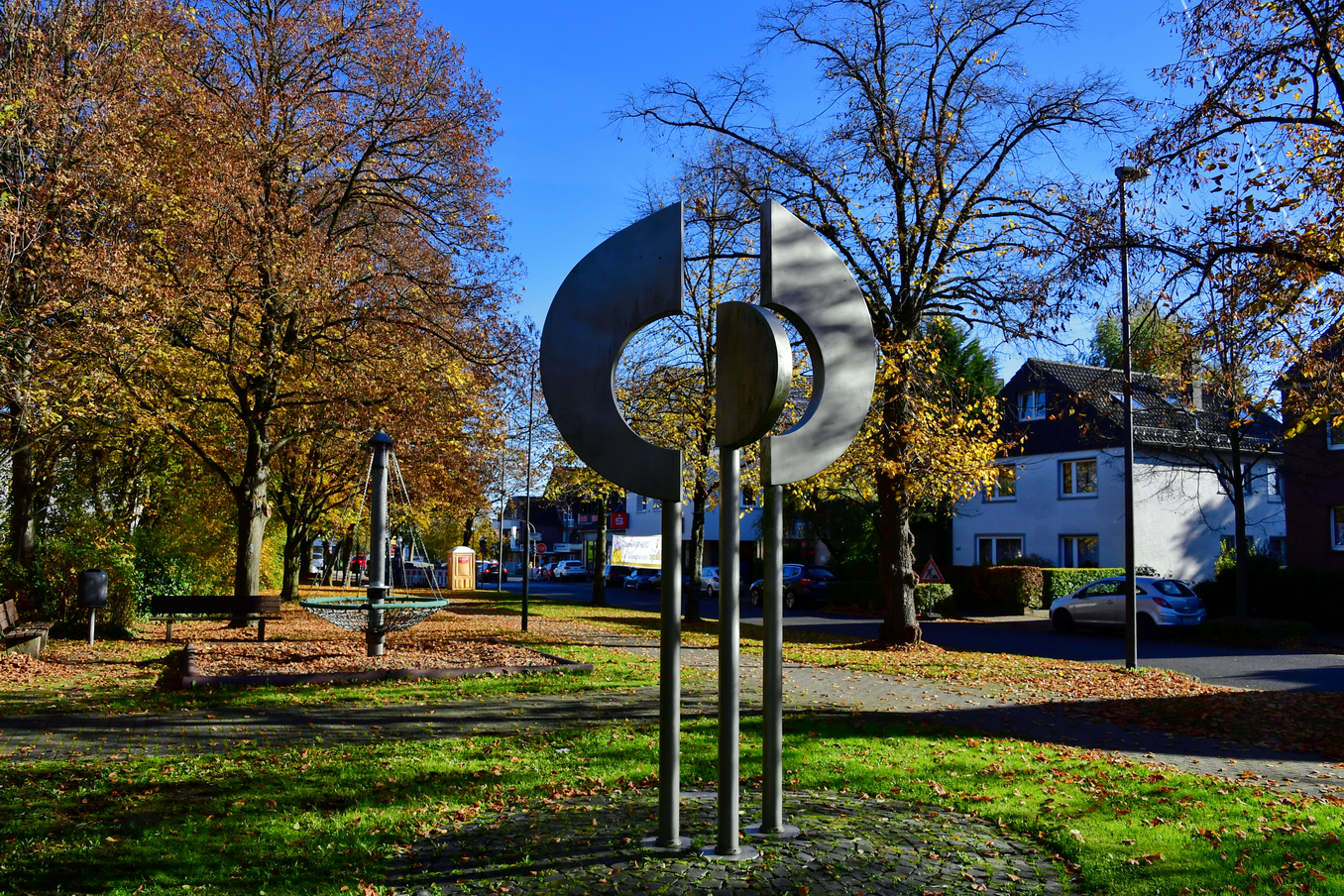
Oberforstbach
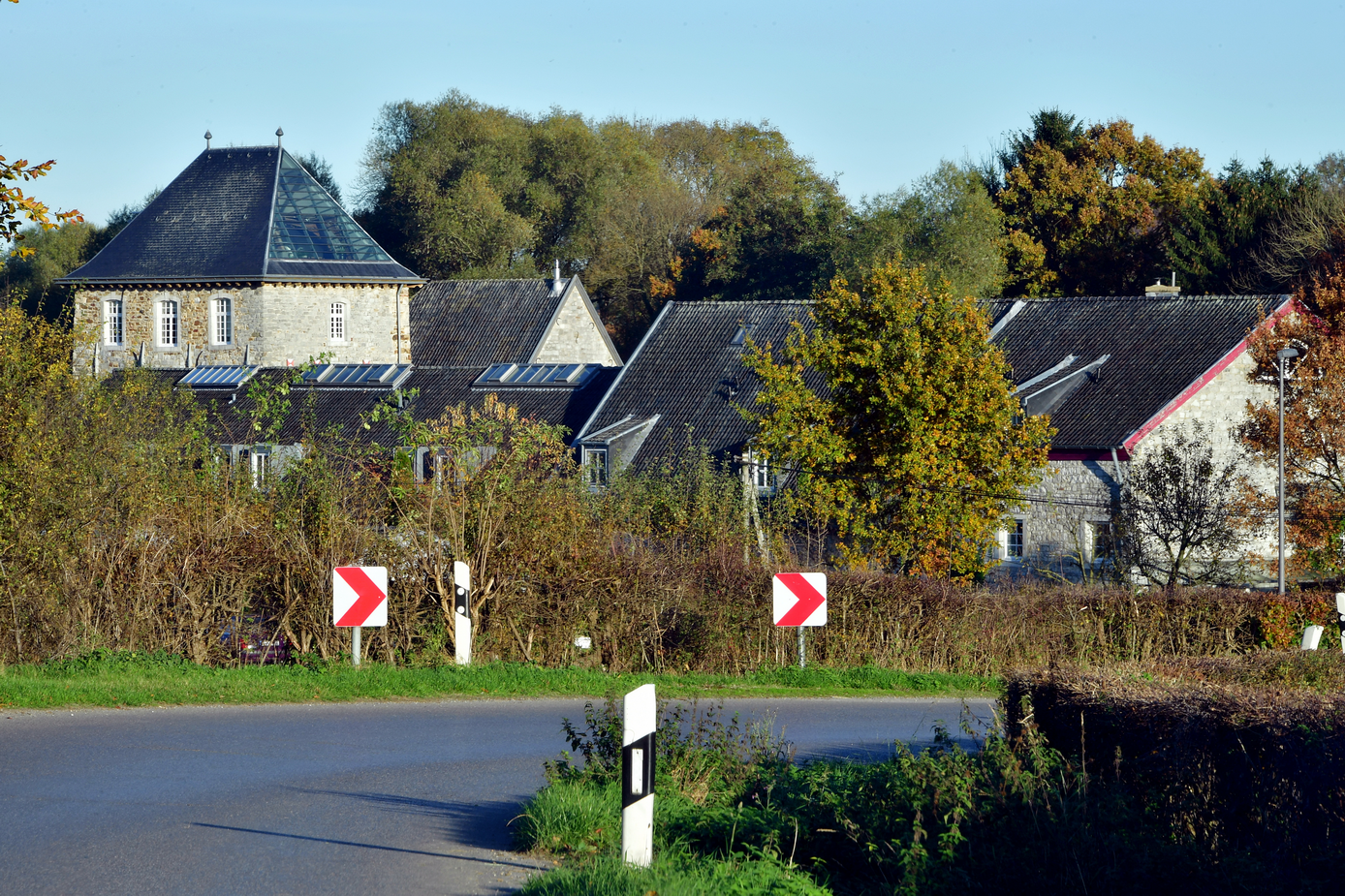
Sief
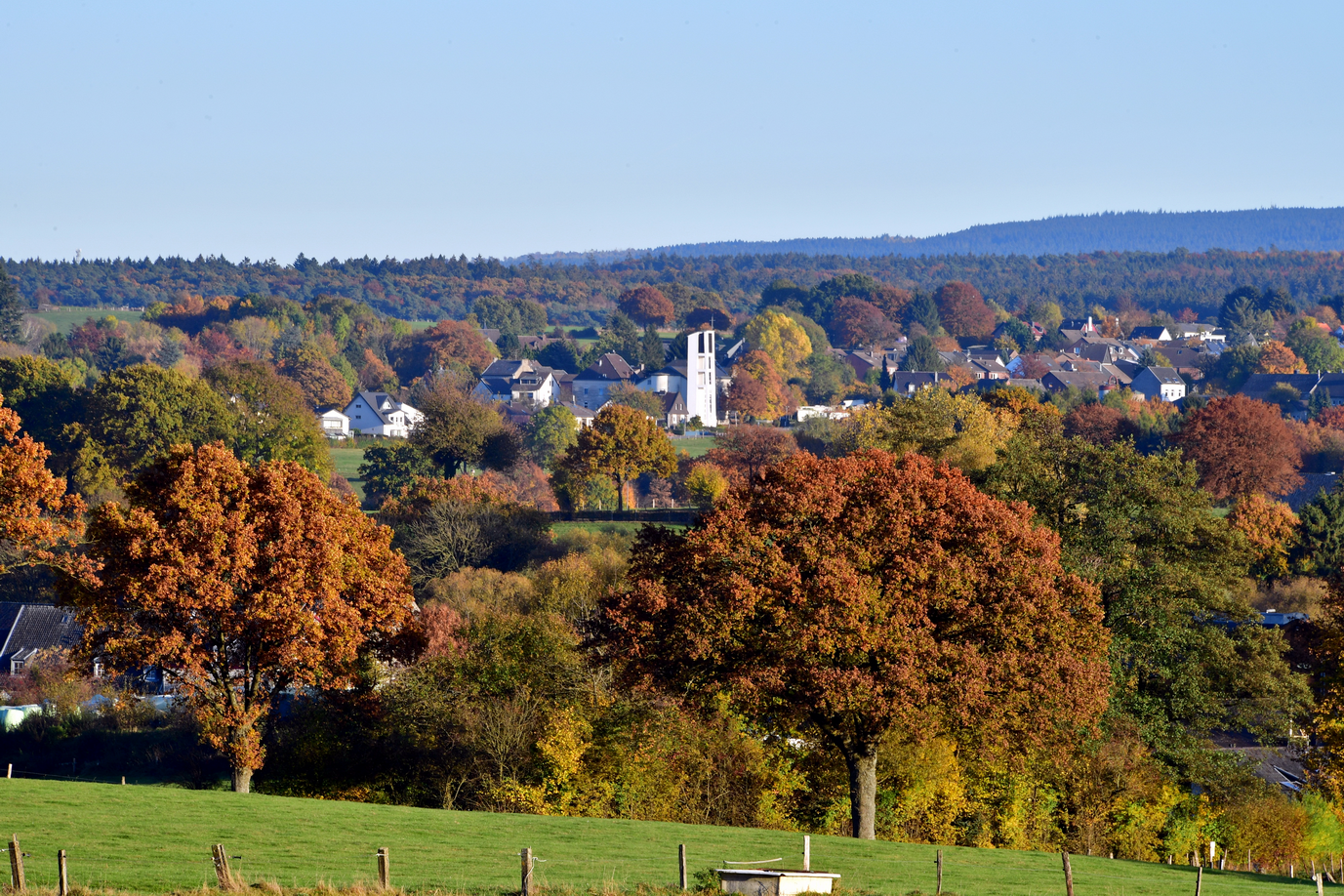
Schmithof
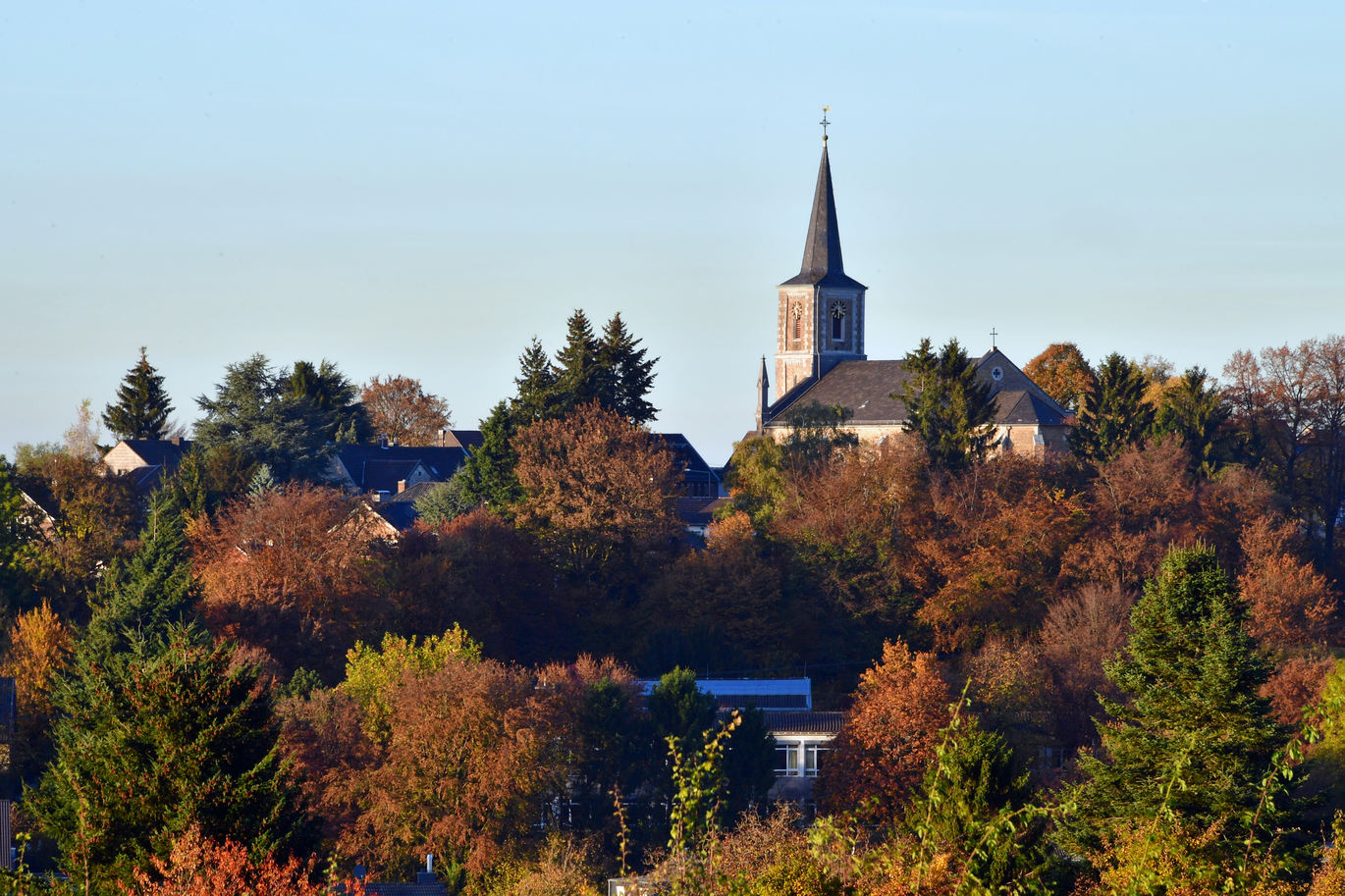
Walheim
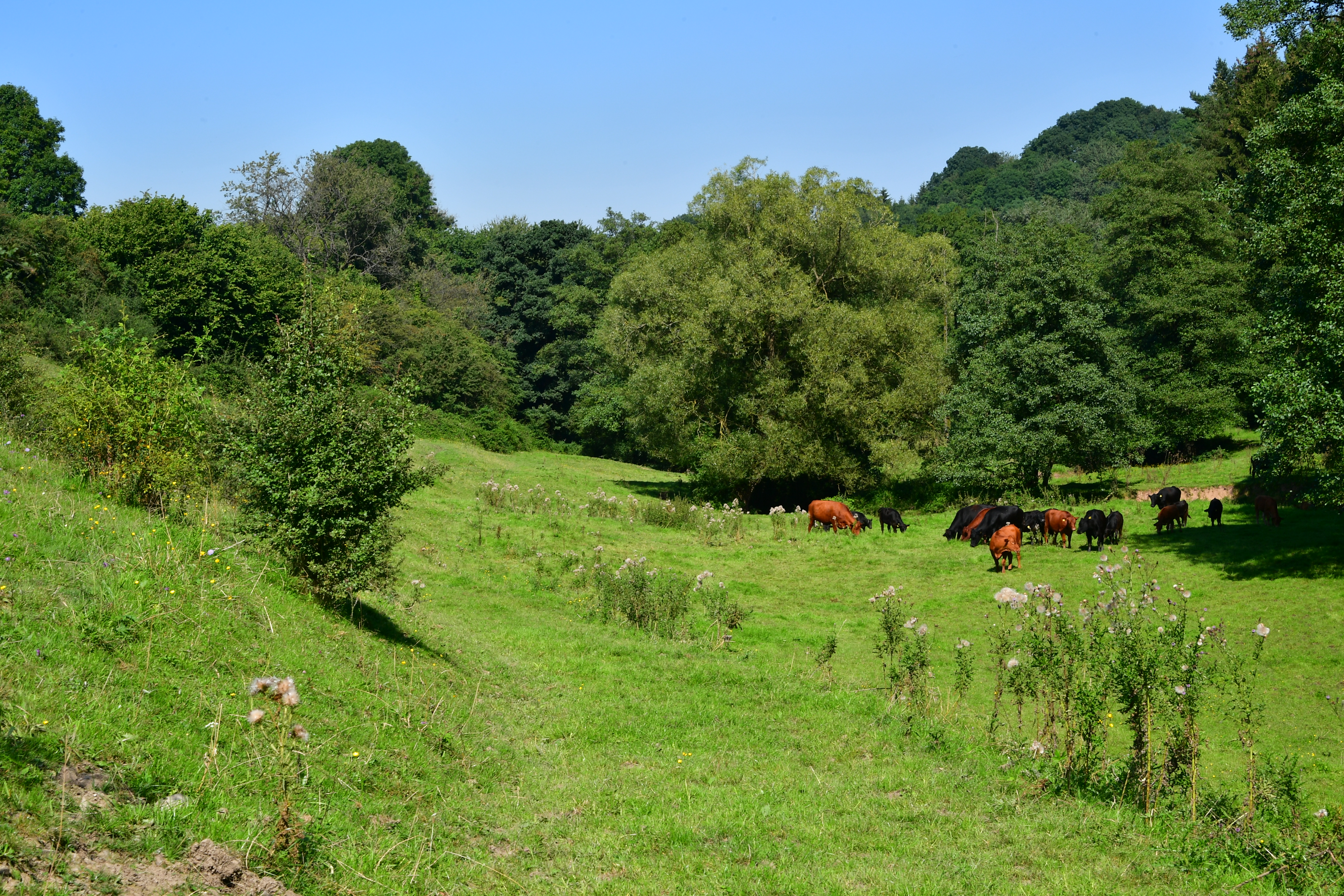
Itertal(Walheim und Nütheim)